# Cárcheles
Cárcheles è un comune spagnolo di 1 460 abitanti situato nella comunità autonoma dell'Andalusia.